# Aïn Arnat
Aïn Arnat è un comune dell'Algeria, situato nella provincia di Sétif.